# Петтерссон, Стефан
Стефан Бенгт Петтерссон (швед. Stefan Bengt Pettersson; родился 22 марта 1963 года в Вестеросе, Швеция) — шведский футболист, нападающий известный по выступлениям за «Аякс», «Гётеборг» и сборную Швеции. Участник Чемпионата мира 1990 года.

## Клубная карьера
Петтерссон начал карьеру в клубе из своего родного города «Вестерос». Он отыграл один сезон во втором дивизионе чемпионата Швеции, после чего перешёл в «Норрчёпинг». За новый клуб Стефан дебютировал в Аллсвенскан лиге. За два года в «Норрчёпинге» Петтерссон забивал в каждом втором матче и привлёк внимание многих именитых команд. В 1984 году он перешёл в «Гётеборг». С новым клубом Стефан дважды выиграл чемпионат Швеции. В 1987 году Петтерссон помог команде выиграть Кубок УЕФА, забив победный гол в финале шотландскому «Данди Юнайтед».
В 1988 году Стефан перешёл в амстердамский «Аякс». Он составил атакующий дуэт с Деннисом Бергкампом. В 1990 году Петтерссон выиграл Эредивизи. В 1992 году он помог команде выйти в финал Кубка УЕФА, где в противостоянии с итальянским «Торино» забил гол, который позволил «Аяксу» завоевать трофей. В 1993 году Стефан стал обладателем Кубка Нидерландов. В том же году команду покинул Бергкамп и Петтерссон боролся за место в основе с Яри Литманеном и Марком Овермарсом. В 1994 году Стефан во второй раз выиграл чемпионат Нидерландов.
Летом того же года Петтерссон вернулся в «Гётеборг». С родным клубом он ещё трижды выиграл чемпионат. В 1997 году Стефан был выбран футболистом года по итогам голосования болельщиков. В 1998 году он завершил карьеру.

## Международная карьера
В 1983 году Петтерссон дебютировал за сборную Швеции. В 1990 году Стефан впервые выступил на Чемпионате мира в Италии. Он сыграл во встречах против сборных Коста-Рики, Шотландии и Бразилии.

## Достижения
Командные
 «Гётеборг»
- Чемпионат Швеции по футболу — 1984
- Чемпионат Швеции по футболу — 1987
- Чемпионат Швеции по футболу — 1994
- Чемпионат Швеции по футболу — 1995
- Чемпионат Швеции по футболу — 1996
- Обладатель Кубка УЕФА — 1986/1987

 «Аякс»
- Чемпионат Нидерландов по футболу — 1990
- Чемпионат Нидерландов по футболу — 1994
- Обладатель Кубка Нидерландов — 1993
- Обладатель Кубка УЕФА — 1991/1992